# Joanne van Os
Joanne van Os   (1955) és una escriptora australiana versada en la biografia, la literatura infantil i la ficció per a adults.

## Vida personal
Nascuda el 1955, Joanne van Os va créixer a Melbourne i es va traslladar a Darwin als 20 anys. Dos anys més tard, va conèixer el seu futur marit Rod Ansell, àmpliament considerat com la inspiració del personatge principal de Cocodril Dundee. Van tenir dos fills nois i després es van divorciar. Més tard, ella es va tornar a casar i aquesta vegada va tenir una filla. Actualment resideix a Darwin.
La seva filla va morir en un accident marítim el 2009, quan 16 anys, i els seus pares van optar per donar-ne els òrgans. A partir d'aquest moment, van Os es va tornar defensora de la donació d'òrgans i es va decidir a ampliar la quantitat d'informació que tenien a l'abast les famílies sobre el procés de donació per a fomentar-lo.
A través de la seva germana Leonie, van Os és la tia dels actors Luke Hemsworth, Chris Hemsworth i Liam Hemsworth.

## Carrera
Al llarg de la vida, van Os va treballar com a investigadora de laboratori, radiotelegrafista, professora i secretària d'un diputat.
El 2005, va publicar una memòria autobiogràfica sobre la seva relació amb Rod Ansell, titulada Outback Heart. Posteriorment, ha publicat tres novel·les infantils i una de ficció històrica per a adults.

### Biografies
- Outback Heart (Bantam Books, 2005)

### Llibres infantils
- Brumby Plains (Penguin Random House, 2006)
- Castaway (Penguin Random House, 2007)
- The Secret of the Lonely Isles (Penguin Random House, 2011)[14][15]

### Ficció per a adults
- Ronan's Echo (Pan Macmillan, 2014)[16]